# يوهان بولارد
يوهان بولارد  (بالإنجليزية: YOHANN POULARD) (مواليد 1 يوليو 1979 في فرنسا) هو لاعب كرة قدم في خط الدفاع يلعب حاليا لصالح نادي أجاكسيو الفرنسي .
.

## روابط خارجية
- يوهان بولارد على موقع رابطة كرة القدم الفرنسية للمحترفين (الإنجليزية)
- يوهان بولارد على موقع قاعدة بيانات كرة القدم.إي يو (الإنجليزية)
- يوهان بولارد على موقع ليكيب (الفرنسية)